# Oberdorf, Haut-Rhin

Obersdorf este o comună situată în partea de est a Franței, în departamentul Haut-Rhin.
1. ↑  répertoire géographique des communes, accesat în 26 octombrie 2015